# Estudo Transcendental n.º 9

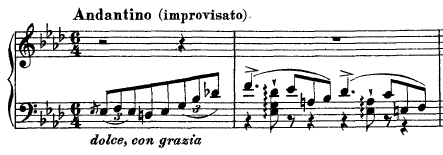
Os primeiros dois compassos do Estudo Transcendental n.º 9

O Estudo Transcendental n.º 9 "Ricordanza" (lembrança) é o nono da obra Estudos Transcendentais de Franz Liszt. Há algumas áreas similares ao Estudo Op.10 Nº3 de Chopin. Esta é uma boa introdução ao estilo pianístico de Liszt.
Este Estudo é mais fácil que o Estudo Concertante em Lá Bemol dos três Estudos Concertantes.
Ferruccio Busoni referiu-se a esta obra como "velhas e amareladas cartas de amor".